# Nieuw-Zeeland op de Gemenebestspelen

Vlag van Nieuw-Zeeland

Nieuw-Zeeland is een van de landen die deelneemt aan de Gemenebestspelen (of Commonwealth Games). Slechts zes landen nemen  vanaf de eerste keer (in 1930) deel aan deze spelen, waaronder Nieuw-Zeeland. Nieuw-Zeeland heeft deze Spelen driemaal georganiseerd. In totaal was het land goed voor 707 medailles, waarvan 179 gouden.

## Nieuw-Zeeland als gastland
| Jaar | Gaststad     |
| 1950 | Auckland     |
| 1974 | Christchurch |
| 1990 | Auckland     |

## Medailles
| Nieuw-Zeeland op de Gemenebestspelen | Nieuw-Zeeland op de Gemenebestspelen | Nieuw-Zeeland op de Gemenebestspelen | Nieuw-Zeeland op de Gemenebestspelen | Nieuw-Zeeland op de Gemenebestspelen | Nieuw-Zeeland op de Gemenebestspelen |
| ------------------------------------ | ------------------------------------ | ------------------------------------ | ------------------------------------ | ------------------------------------ | ------------------------------------ |
| Jaar                                 | Goud                                 | Zilver                               | Brons                                | Totaal                               | Rang                                 |
| 1930                                 | 3                                    | 4                                    | 2                                    | 9                                    | 4                                    |
| 1934                                 | 1                                    | -                                    | 2                                    | 3                                    | 6                                    |
| 1938                                 | 5                                    | 7                                    | 13                                   | 25                                   | 5                                    |
| 1950                                 | 10                                   | 22                                   | 22                                   | 54                                   | 3                                    |
| 1954                                 | 7                                    | 7                                    | 5                                    | 19                                   | 5                                    |
| 1958                                 | 4                                    | 6                                    | 9                                    | 19                                   | 5                                    |
| 1962                                 | 10                                   | 12                                   | 10                                   | 32                                   | 3                                    |
| 1966                                 | 8                                    | 5                                    | 13                                   | 26                                   | 4                                    |
| 1970                                 | 2                                    | 6                                    | 6                                    | 14                                   | 11                                   |
| 1974                                 | 9                                    | 8                                    | 18                                   | 35                                   | 4                                    |
| 1978                                 | 5                                    | 6                                    | 9                                    | 20                                   | 5                                    |
| 1982                                 | 5                                    | 8                                    | 13                                   | 26                                   | 5                                    |
| 1986                                 | 8                                    | 16                                   | 14                                   | 38                                   | 4                                    |
| 1990                                 | 17                                   | 14                                   | 27                                   | 58                                   | 4                                    |
| 1994                                 | 5                                    | 6                                    | 21                                   | 42                                   | 8                                    |
| 1998                                 | 8                                    | 6                                    | 20                                   | 34                                   | 6                                    |
| 2002                                 | 11                                   | 13                                   | 21                                   | 45                                   | 5                                    |
| 2006                                 | 6                                    | 12                                   | 13                                   | 31                                   | 9                                    |
| 2010                                 | 6                                    | 22                                   | 8                                    | 36                                   | 11                                   |
| 2014                                 | 14                                   | 14                                   | 17                                   | 45                                   | 6                                    |
| 2018                                 | 15                                   | 16                                   | 15                                   | 46                                   | 5                                    |
| 2022                                 | 20                                   | 12                                   | 18                                   | 50                                   | 5                                    |